# نبی خزری
نبی خزری (به ترکی آذربایجانی: Nəbi Xəzri)(متولد ۱۹۲۴ باکو - درگذشت ۱۵ ژانویه ۲۰۰۷ باکو) نویسنده، شاعر، نمایشنامه‌نویس، روزنامه نگار، مترجم، فیلمنامه‌نویس معاصر آذربایجانی به‌شمار می‌رود.

## زندگی
نبی خزری در تاریخ ۱۰ اکتبر ۱۹۲۴ در شهر کوچک خیردالان از توابع باکو به‌دنیا آمد. وی پس از اتمام تحصیلات ایتدایی، جهت تحصیلات عالی عازم مسکو شد و تحصیلات خود را در زمینه ادبی در دانشگاه ماکسیم گورگی ادامه و در سال ۱۹۵۲ به پایان رسانید. نبی خزری نخستین اثر خود را در سال ۱۹۴۴ منتشر کرد، وی ۸ سال در صنف کاتبان آذربایجان مشغول بود و سپس در شعبه مدیریتی صدا و سیمای آذربایجان شوروی فعالیت کرد. اشعار نبی خزری توسط شاعران روس به زبان روسی ترجمه شده‌بود. شاعر جهت یافتن شهرت در میان سایر ملل، آثار معروف خود را به زبان‌های انگلیسی، فارسی، ترکی و فرانسوی ترجمه کرده‌بود. وی سرانجام در تاریخ ۱۵ ژانویه ۲۰۰۷ در باکو درگذشت. آرتور راسی‌زاده نخست‌وزیر جمهوری آذربایجان به همراه سایر سیاسیون این کشور نظیر الچین محمدوف معاون نخست‌وزیر، حاجی‌بالا ابوطالبوف شهردار باکو و دیگر روشنفکران جمهوری آذربایجان درگذشت نبی خزری را تسلیت گفتند.

## تقدیر
نبی خزری به جهت فعالیت‌های هنری خود در زمینه توسعه ادبیات آذربایجانی، نشان رسمی "شرف" و "استقلال" را از دولت جمهوری آذربایجان دریافت کرده‌است.

## آثار
نبی خزری در آثار و اشعار خود حقایق فلسفی میهن‌پرستی، انسان، طبیعت و دنیا را خطاب قرار داده‌بود و برای مردم شوروی زندگی اجتماعی و معنوی آرزو کرده‌بود. از جمله منظومه‌های مشهور وی "گونش باجیسی"، "سام گیت صحیفه‌لری"، "کیچیک تپه" می‌باشد. خزری بیش از ۵۰ کتاب تالیف کرده‌بود که آثار وی در سایر کشورهای منطقه نظیر ایران، ترکیه، افغانستان و کشورهای اروپایی اسپانیا و ایتالیا ترجمه و نشر شده‌است.
برخی از آثار مشهور نبی خزری:
- "باهار گلیر" (۱۹۷۵)
- "شوی گوزلر" (۱۹۵۹)
- "محبت داستانی" (۱۹۶۱)
- "منیم گونشیم" (۱۹۶۳)
- "گولارینی گنیش آچ" (۱۹۶۵)
- "کراسنودون قارتاللاری" (۱۹۶۷)
- "بئنی دورلر" (۱۹۷۱)
- "اوجالیق" (۱۹۷۳)
- "دوغمالیق" (۱۹۷۷)
- "تاپارام سنی" (۱۹۸۰)